# ライオン (紋章学)
この記事では、紋章学を中心に、象徴的図像としてのライオン（獅子）について解説する。

## 概説

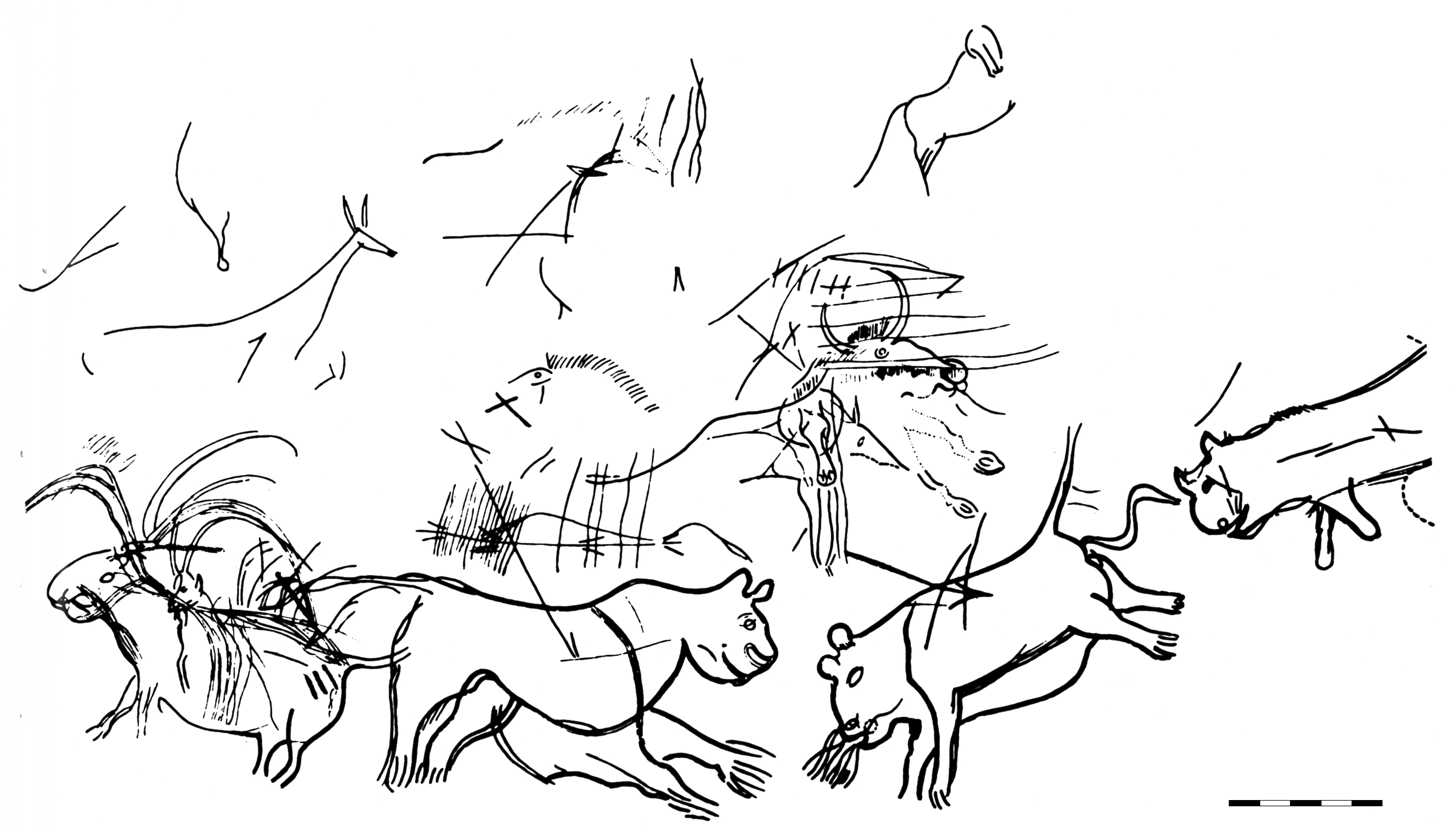
ラスコー洞窟の洞窟壁画

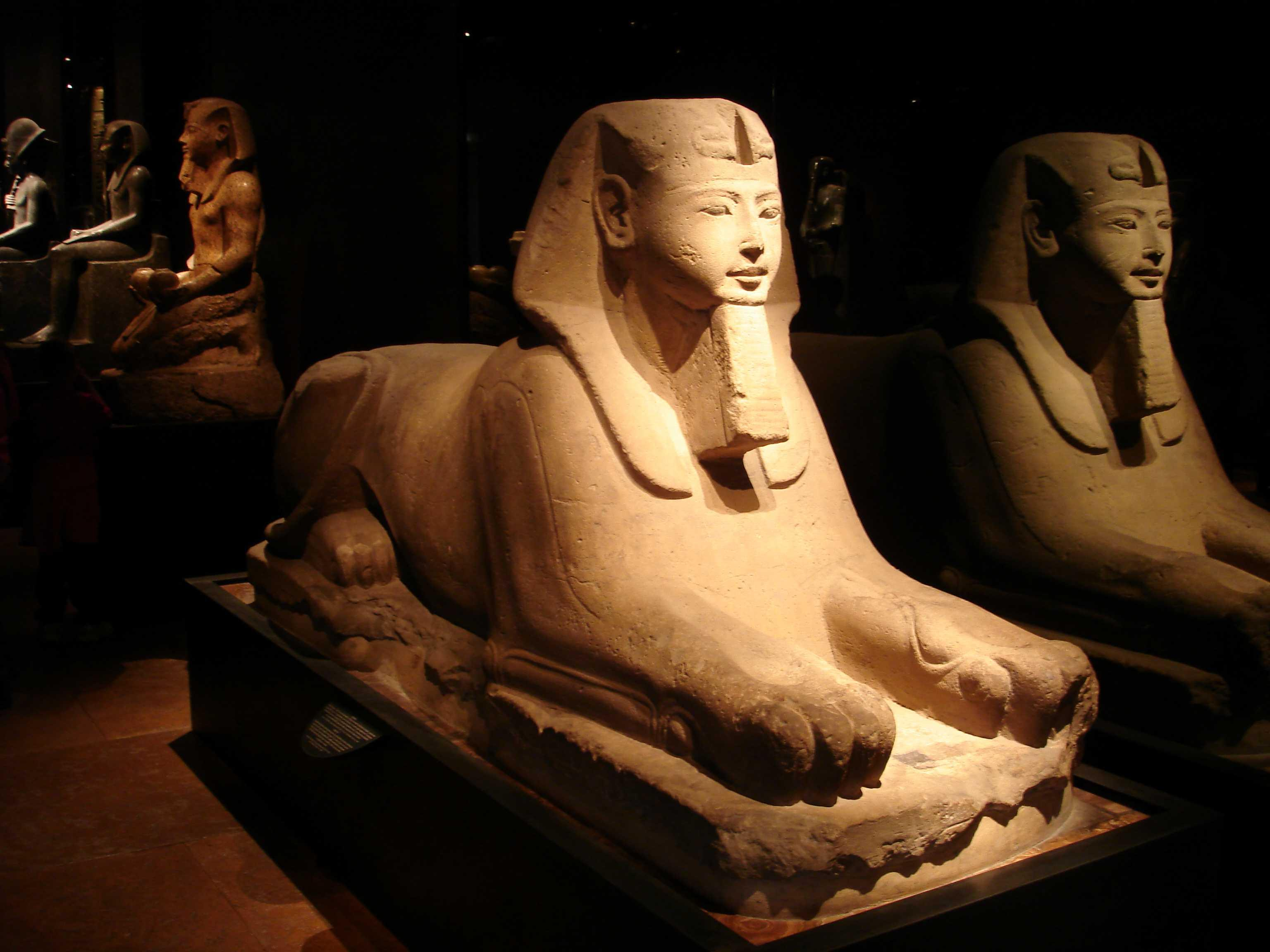
古代エジプトのスフィンクス

エチオピア帝国の国旗

シンガポールの国章に描かれたライオン（左）。

ライオンは、古代から紋章の図柄によく使われてきた。ライオンは「百獣の王」であり、勇気・力（権力）・王権の象徴として扱われたことが、紋章によく使われるようになった理由であろう。紋章では主にチャージ（盾に描かれる図）やサポーター（盾を持つ者）に使われる。
象徴としての歴史
ライオンは石器時代から絵や彫刻の題材とされてきた。ラスコー洞窟には1万5千年前にクロマニヨン人によって描かれたライオンの絵が残っている。のちにライオンは「文化の守護者」や「リーダー」と見なされるようになった。北アフリカに残るエジプト文明以前の墓には、2匹のライオンが墓の両脇に鎮座しているが、このライオンは、神の象徴であったと考えられている。
ライオンは様々な古代文明で登場している。古代エジプトではライオンの身体に人間の顔を持ったスフィンクスがしばしば作られていた。スフィンクスは王家の象徴であった。また、エジプトやアフリカの文化では雌ライオンは獰猛で恐ろしいハンターであると見なされていたが、国の守護者であるとも認識され、神殿の装飾や彫刻の題材としてよく使用された。また、エジプト神話にはバステトやセクメトのような雌ライオンの神が登場する。エジプトを一時期支配したヌビア人は、自らをデドゥン神（ライオンの頭を持つ）の息子だと主張し、勝利と繁栄の象徴としてデドゥン神を崇拝していた。
ギリシアの文明や中東の文明においてもライオンは特別なものと考えられていた。ミケーネ文明期に造られたライオン門の上部には2匹のライオンが彫られている。ギリシア神話には人々を襲う怪物としてネメアの獅子が登場する。旧約聖書の『創世記』には、イスラエルの部族のひとつ、ユダ族が「ユダの獅子」を自らの象徴としていたと記され、この伝承をもとにエチオピア帝国はライオンを皇室の象徴にした。
スリランカの民族、シンハラ人は自らを「獅子の子孫」（シンハがライオンを指す）と呼称し、ライオンを「自分達を象徴するもの」としている。スリランカに残る古い言い伝えによれば、最初のシンハラの王ヴィジャヤは、ライオンを父親に持つシンハバーフ王の子だという。
中世の王家でもライオンはハインリヒ獅子公や獅子心王の呼び名に代表されるように、勇猛さの象徴であった。中世期以降、さまざまな形態で紋章にライオンが描かれ続け、現在においても様々な国旗、国章、紋章などに使用されている。

## 状態を表す紋章学の用語

紋章学における、サポーター（シールドなどを支える役）としてのライオン像
A lion counter-rampant guardant Or, and a lion rampant Or, langued gules.
意訳：逆ランパントの体勢で正面顔の1頭の金色のライオン、および、ランパントの体勢で赤い舌を見せている1頭の金色のライオン。

紋章学には、紋章に用いられる動物の姿勢（体勢や顔の向き）を表す特別な用語が数多く存在する。
紋章に用いられる獣は、実在と架空を問わず、英語で "heraldic beast(s)（日本語音写例：ヘラルディック ビースト）" といい、日本語でも直訳して「紋章獣（もんしょうじゅう）」と呼ぶ。鳥は heraldic bird(s) であるが、「紋章鳥（もんしょうちょう）」という日本語は少なくとも一般的ではない。動物全般を指すのは heraldic animal(s) であるが、やはりこれにも日本語として定着した語は無い。ただ、研究者や愛好者は「紋章動物」という名称を用いることがある。
そこで、紋章獣としてのライオン（雄ライオン）であるが、紋章動物としても紋章獣としても代表中の代表であるため、紋章動物の姿勢を表す用語はライオン像（獅子像）の名称であるかのように解説されることも多い。しかしながら、正確にはそのようなことではない。例えば、最も一般的で標準形と言ってよい「ランパント」であれば、「ライオン・ランパント (lion rampant)」が単に「ランパント (rampant)」と呼ばれることが多いものの、それはあくまでも略称に過ぎない。
紋章学を古来の原則どおりに適応するなら、ライオンの紋章の色には、紋章学上の「ティンクチャー」に基づく「金（or；オーア。英語の場合は "or" と区別すべく "Or" と綴られることが多い。）」「銀（argent；アージェント）」「赤（gules；ギュールズ）」「黒（sable；セーブル）」「青（azure；アジュール）」、および、その他がある。現代では紋章学の概念から外れた俗称として「黒（black；ブラック）」「白（white；ホワイト）」「金（golden；ゴールデン）」なども一般には散見される。
- ティンクチャーで分類したライオン・ランパント

Commons Category: Lions rampant by tincture

1. rampant Or
2. rampant argent
3. rampant gules
4. rampant sable
5. rampant azure
6. rampant purpure
7. rampant vert
8. rampant ermine
9. rampant vair

紋章記述（省略なし）
文頭の色の説明は全てフィールドに関してのもの。
ライオン以外の紋章獣も珍しくはなく、熊が比較的多く見られる。ユニコーンのランパントはイギリスの国章がサポーターの紋章獣としていることから、報道などを通して目にする機会が他の紋章獣より多いかも知れない。
- 紛らわしい紋章動物

パラティン・ライオン（英語版）の一例 / 元々のデザインはライオンらしいものであったが、変化を重ねて最早ライオンに見えない。厚い胸板と鋭い鉤爪だけは元のまま。
レパード（レオパード、ヒョウ；豹）に見えるが、これでもライオンであるとのこと。点々はアーミンの変化形。
オオカミ（狼） / ライオンに比べて、鼻づらが長く胸板が薄い。それ以外に見分けるポイントは無い。[注 1]
イヌ（犬）/ ライオンやオオカミと違い、この画像のようにアームド風に描かれたとしても、あまり凶暴そうに見えない。毛並みも整えられていて、荒々しさが見られない。
オオヤマネコ（大山猫、リンクス）/ 耳の先端に黒い房毛があり、尾は短い。

### 姿勢
紋章学における "attitude" すなわち「姿勢」とは、その紋章動物が執れる姿勢に限られるのが基本ではある。鳥には飛ぶ姿勢 volant（ヴァラント）があるが、ライオンには当然それは無い。しかしながら、紋章は図案であるため、派生した図案の中には基本から懸け離れたものも存在する。擬人化されたものがそれであり、獣の足のままで物を握らせている例（■,■,■）や、前肢ごと人の腕を取り換えて物を握らせている例がある（■）。

#### 体勢
体勢を表す用語は、その紋章動物が何であるかを表した後に続けて呼ばれる。
| 名称                                                      | 解説 | 例                                                      |
| --------------------------------------------------------- | --- | ------------------------------------------------------- |
| rampant ランパント                                        | フランス語では、同義・同綴で「ランパン」という。 左後肢（左の後ろ脚、sinister rear-leg）で立ち上がり、右後肢（右の後ろ脚、dexter rear-leg）を前に出している。両の前肢 (forelegs) は揃えず、それぞれ前方と上方に突き出している。なお、紋章学においては、擬人化されて人の腕や手になっていても、あくまで動物の脚は leg、鉤爪のある足は paw と表現される。 この体勢には多くの派生形があり、上に示したのはあくまで基本形である。前肢がこのような形になっているのは、前肢のままか（■、右図2）あるいは擬人化された手でシールドを支え持ったり、塊状の物や棒状の物を握る（右図3）ことが多いのと関係がある。一つの例として、右図3のフィンランドの国章に採用されている「グスタフ1世の紋章に由来のライオン像」を挙げる。このライオンは、右前肢 (dexter fore-leg) が防具を装着した人の腕に換わって剣を振りかざし、地面に落ちている敵の刀を両足で踏み付けにしている。また、ランパントの足の配置は、シールドなどのサポーターとして描かれる際には、体を中央へ寄せる様子を表すのに役立っている。 ■Commons Category: Lions rampant in heraldry | 見本図 · 斧を持っている · 実例：フォルクンガ・ライオン  |
| statant ステータント                                      | "to stand" を意味するラテン語 stare（スターレ）を語源とする。 四肢で立つ。移動する様子は見せず、その場に凛々しく立っている。 イギリスの国章がそうであるように、ライオンに限らず、クレストに配置される紋章獣にはこの体勢のものが多い。ほかにも、山の頂上や都市国家の正門の上などといった周囲を見渡せるような高い所に立っているものが多いのが、この体勢の特徴。 ■Commons Category: Lions statant in heraldry | 見本図 · 実例：山の上に立つシテータント                 |
| passant パッサント                                        | 同義・同綴のアングロ＝ノルマン語もしくは中世フランス語を語源とする。 歩いており、右前肢を上げている。 上げた右前肢で物を持っていることもある。右図3のようにガーダント（正面顔）であることも多い。右図3の下の1頭は描画スペースが限られているせいで形が崩れているが、これでもパッサントである。右図1は A lion passant Or、右図2は Three lions passant gulus、右図3は Two lions passant guardant Or という。 ■Commons Category: Lions passant in heraldry なお、イギリスの紋章学でいうところの "lion passant" をフランスの紋章学では "lion léopardé（リオン・レオパルデ）" という。さらに、"lion passant guardant"（正面顔のライオン・パッサント）など、ランパント以外の正面顔のライオンは全て "léopard（レオパール）" という。右図で言えば、1と2 は lion léopardé、3は léopard である。イギリスでいう "lion rampant guardant"（正面顔のライオン・ランパント）は "léopard lionné（レオパール・リオーネ）" という。 | 見本図 · 3頭のパッサント · 2頭の正面顔パッサント        |
| courant クーラント                                        | フランス語では courant（クーラン）といい、"running" の意。四つ脚で走っている。両の前肢を前方に、両の後肢を後方に伸ばしている。 | 見本図                                                  |
| salient セイリャント                                      | ラテン語に由来しており、原義を英訳すれば jump。つまり、跳躍する様子を写した図案である。両の後肢で地面を押しており、両の前肢は揃えて上方に突き出している。したがって、この姿勢の直後にはライオンの体は大きく跳ねてその場からいなくなっている。右図は後肢に力を蓄えている段階を表しているように見えるが、後肢を伸ばしきる寸前の様子を描いているものもある。 ■Commons Category: Lions salient in heraldry | 見本図                                                  |
| sejant シージャント                                       | ネコ科動物がよくやる、揃えた前肢をまっすぐに伸ばして体を起こしつつ腰を下ろして座る姿勢を執っている。 右図2は、右前肢でラバルムを支え持ち、ガーダント（正面顔）であるが、シージャントの変化形であり、ライオン像の部分の紋章記述は A lion sejant guardant Or と表現される。 ■Commons Category: Lions sejant in heraldry | 見本図 · 右前肢でラバルムを支え持つ正面顔のシージャント |
| sejant erect シージャント エレクト / シージャントエレクト | シージャントの姿勢のまま、前肢だけを動かしている。前肢はランパントと同じ形を作っている。 | 見本図                                                  |
| affronté アフロンテ                                       | 体が正面を向いている。シージャントを正面から見た状態が基本形になっている。右に示したスコットランドにおけるイギリスの国章でクレストに配置されている赤いライオンは最も有名な例かも知れない。 | イギリス国章の赤いライオン・アフロンテ                  |
| couchant クーシャント                                     | 語源は、同義の中世フランス語 couchant（クーシャン）から同義の古フランス語 couchant まで遡れる。 寝そべっているが、頭は起こしている。あるいは、少なくとも眠ってはいない。使用例は比較的少ない。 ■Commons Category: Lions couchant in heraldry | 見本図 · 実例                                           |
| dormant ドーマント                                        | "I sleep" を意味するラテン語 dormio（ドルミオー）を語源とする。 寝そべって、眠っている。使用例は少ない。 ■Commons Category: Lions dormant in heraldry | 見本図                                                  |
| sustaining サステイニング                                 | 足もしくは鉤爪を大きな物に掛けている。大きな物とは、例えば塔。 |                                                         |

| 名称               | 解説 | 例                                     |
| ------------------ | --- | -------------------------------------- |
| counter カウンター | 体が右を向いている。体勢を表す語の一部として用いる。 右図は、フランス南西部にあるシャラント県の都市シャトーヌフ＝シュル＝シャラントの市章であるが、この場合、銀のライオンがカウンターランパントの体勢を執っているため、英語およびその日本語音写では lion counter-rampant argent となる。 右列に画像で示した「エチオピア帝国の国旗」の場合は、特殊色「テニ－ (tenny)」のライオンがカウンターパッサントの体勢を執っているため、lion counter-passant tenny ということになる。 ■Commons Category: Lions counter-rampant in heraldry | シャトーヌフ＝シュル＝シャラントの市章 |

#### 顔の向き
顔の向きを表す用語は、体勢を表す用語の後に続けて呼ばれる。
| 名称                          | 解説 | 例          |
| ----------------------------- | --- | ----------- |
| なし                          | 体と顔が同じように横を向いている。基本形であるため、特に説明を要しない。 右図は lion rampant Or。 | 実例        |
| guardant / gardant ガーダント | 顔が正面を向いている。ライオンの場合、体勢はほとんどが横を向いており、正面を向いている「アフロンテ」は例外中の例外である。とは言え、guardant/gardant という語は regardant と対義語の関係にあり、向いている方向が前か後ろかを表す語でしかない。したがって、体と顔がともに正面を向いている場合でも、guardant/gardant であることに違いは無く、説明を要しない。 右図1は lion passant guardant Or、右図2は lion couchant guardant argent という。 | 実例 · 実例 |
| regardant リガーダント        | 後ろを振り返っている。 右図2は lion rampant regardant sable。 | 実例        |

### その他の用語
| 名称                                                     | 解説 | 例                                            |
| -------------------------------------------------------- | --- | --------------------------------------------- |
| head ヘッド                                              | 首から上の部分だけが描かれる形。 | 見本図（イレイズドの見本図）                  |
| two heads トゥーヘッズ / ツーヘッズ                      | 双頭。ライオン・ランパントであれば lion rampant with two heads と説明される。 |                                               |
| cabossed / caboshed カボーシド                           | 正面から見た頭部だけが描かれている。"head" を意味するフランス語 caboche（カボシュ）に由来する。正面から見た紋章動物の頭部全般に用いられる語であり、ライオンの場合は face（フェイス）ともいう。狐の場合は mask（マスク）。 | 実例                                          |
| couped ク－プド                                          | 首から上が図案的・直線的に切り取られた形。英語の cut に相当するフランス語 coupe に由来する。 | 実例                                          |
| couped close ク－プド クローズ                           | 横から見た頭部だけが描かれている。首は描かれない。 | 実例                                          |
| erased イレイズド erased close イレイズド クローズ       | 首から上が胴部から抜き取られたような形で描かれる。図案的・直線的にカッティングされるクープドと違い、体毛がそのままの状態で頭部に残ったかのような描かれ方をする。「en:Erasure (heraldry)」も参照のこと。 以上、ここまでの5つは、頭部に関するもののうちでライオンに関係する名称だけを挙げた。これらはどのような head であるかを説明するための用語である。例として右図は A lion's head erased argent. という。 | 見本図 · 実例                                 |
| crowned クラウンド                                       | 冠を戴いている。百獣の王とも称されるライオンにこの意匠は多い。 | 実例                                          |
| armed アームド                                           | 武装している。すなわち、ライオンであれば鋭い鉤爪を剥き出しにしている。意匠を詳説するのに用いられる語で、例えば右図は、赤い鉤爪を剥き出しにしている青いライオンのランパントであるから、A lion rampant azure, armed gules. ということになる。 | 実例                                          |
| langued ラングド                                         | 舌が見えている。これも意匠を詳説するための用語。右図は、黄金の冠を戴き、赤い鉤爪で武装し、赤い舌を見せている青いライオン・ランパントであるから、A lion rampant azure, armed, langued gules, and crowned Or. ということになる。 | 実例                                          |
| morné モーネ                                             | 爪も牙も舌も無い。 | 実例                                          |
| double queued ダブル キュード                            | 尾が2本ある。英語で double-tailed（ダブルテイルド）とも呼ばれる。 |                                               |
| queue furchée / queue-furchée キュー フルシエ            | "queue（クー）" はフランス語で「tail」「尾」の意。同義の英語はフランス語由来の借用語で、"queue（キュー）" という（16世紀初出）。 1本の尾がピッチフォークのように途中から2つに枝分かれしている。 右図1は他の要素が一切含まれておらず、例として最適である。シールド（フィールド）も含めて何も省略しない紋章記述は次のとおり。Gules, A lion rampant argent, queue fourchée. 右図2は、極めて歴史の古いキューフルシエとして取り上げられることが多いボヘミア王国の紋章の流れを汲む、現在のチェコの国章（略式）である。こちらは下記のキューソールタイアの例として挙げてもよい。 順番が前後するが、後述の特徴やシールドも含めて一切省略しない紋章記述は次のとおり。Gules, A lion rampant argent, queue fourchée crossed in saltire, armed, langued, and crowned Or. | キューフルシエの典型例 · チェコの国章（略式） |
| queue saltire キュー ソールタイア / キュー サルティア    | 英語の紋章記述では crossed in saltire（クローズド・イン・ソールタイア/サルティア）とも表現する。 2本の尾あるいは二股になった尾が交差して聖アンデレ十字 (saltire) の形を作っている。「キュー ソールタイア」はイギリス英語の読み、「キュー サルティア」はアメリカ英語の読み。 | 見本図                                        |
| tail nowed テイル ナウィード                             | 尾がもつれて結び目ができている。nowed はフランス語に由来しており、英語では 同じ意味の knotted（ノッティド）で言い換える形もある。 | 見本図 · 実例                                 |
| tail elevate テイル エレベイト                           | 尾を高々と振り上げている。 |                                               |
| turned over its head ターンド・オーバー・イッツ・ヘッド  | 高々と振り上げた尾が頭の上を越えて前方まで達している。ライオン・ランパントがこの状態であれば、Lion rampant, with tail elevated and turned over its head. などと呼ばれる。 |                                               |
| tail extended テイル エクステンディド                    | 尾がまっすぐ後ろへ伸びている。 |                                               |
| coward カワード                                          | 尾が内側に巻いている。「腰抜け」を意味する。フランス語では「名誉毀損」を意味する diffamé（ディファメ）で表す。右図は、英語で lion rampant coward Or、フランス語で lion rampant diffamé or。 | 見本図                                        |
| dafame ディフェイム                                      | 尾が無い。 |                                               |
| paw ポー                                                 | 英語 "paw" は鉤爪のある動物の足のこと。 足だけが描かれている。 |                                               |
| disjointed ディスジョインティッド / ディスジョインティド | 頭や四肢がばらばらになったランパント。右図は首だけが切断されているが、切断されている部位は一箇所とは限らない。 | 首が切られたライオン・ランパント              |
| combatant コンバタント                                   | 向かい合って闘っている。フランス語に由来する語の英語読みであり、英語に訳せば "fighting"。 右図1は Two lions combatant Or という。右図2はここで解説すると却って混乱を招くため、省略する。 2頭の肉食動物が間に何も挟まずに向かい合っているとなれば、十中八九、闘っているものとして描かれる。しかし中には例外もあり、そういったものは下に挙げた「リスペクタント」に当たる。 ■Commons Category: Lions combatant in heraldry | コンバタントの一例 · コンバタントの一例       |
| respectant リスペクタント                                | 向かい合ってはいても攻撃的でない。ラテン語に由来し、"watching" を意味している。ライオンのような怖ろしい肉食動物ではなく鹿などの草食動物が向かい合っている場合にこの名で呼ばれる。肉食動物が攻撃的で草食動物はそうでないというのは実際の生態からは懸け離れた思い違いであるが、紋章の世界ではそのように使い分けられている。 |                                               |
| addorsed アドースト                                      | 背中合わせになっている。互いに反対方向を向いている。ライオンでは、様々な体勢を執る者同士がアドーストしている。アドーストしながら（すなわち、反対方向を向きながら）互いにリガーダントしている（すなわち、振り返っている）ライオン・ランパントなどというものも存在する。 ■Commons Category: Lions addorsed in heraldry | アドーストの一例                              |
| bicorporat バイコーポリト                                | 1つの頭に2つの胴体が比例分配されている。2つの胴体が1つの頭を共有している。 |                                               |
| tricorporat トリコプローレイト                           | 1つの頭に3つの胴体が比例分配されている。3つの胴体が1つの頭を共有している。 |                                               |
| demi- デミ                                               | 半身だけが描かれている。限られたスペースに複数の図案を配置しなければならないケースは往々にして生まれるわけで、そういった都合によって、前半身、上半身、左右いずれかの半身だけなどと、とにかく全体像の半分だけが描かれるということは多い。そしてまた、時代が変わって広いスペースを使えるようになっても既に固有の意匠となった半身像を使い続けるという例も多くなっていった。 demi- は接頭辞として紋章動物の名前と合成される。ライオンであれば「デミライオン (demi-lion)」と呼ばれる。右図のように上半分だけが描かれているものは「イシューアント (issuant)」という。 | イシューアントの一例 · イシューアントの一例   |